# Ivo Van Damme
Ivo Van Damme (21. února 1954, Dendermonde - 29. prosince 1976, Orange, Francie) byl belgický atlet, běžec, dvojnásobný stříbrný olympijský medailista.
Atletice se začal věnovat až od 16 let, dříve se věnoval fotbalu. Začínal na středních tratích (1500 m a 3000 m). Později se však začal specializovat na půlku . V roce 1973 na juniorském mistrovství Evropy v Duisburgu doběhl ve finále závodu na 800 metrů na čtvrtém místě . O dva roky později získal na halovém ME v polských Katovicích stříbrnou medaili. V roce 1976 se stal v Mnichově halovým mistrem Evropy.
V témž roce reprezentoval na letních olympijských hrách v Montrealu, kde zaznamenal největší avšak poslední úspěchy své kariéry. 25. července 1976 vybojoval stříbrnou medaili na půlce, když ve finále nestačil jen na Kubánce Alberto Juantorenu. 31. července získal druhé stříbro na patnáctistovce. Ve finále byl rychlejší o deset setin jen Novozélanďan John Walker, který zaběhl trať v čase 3:39,17.
Ivo Van Damme zemřel 29. prosince 1976. Osudnou se mu stala automobilová nehoda ve Francii. Od roku 1977 je v hlavním městě Belgie, v Bruselu pořádán na jeho počest atletický mítink Van Dammeho memoriál. Mítink byl až do roku 2009 součástí tzv. Zlaté ligy a od roku 2010 je zařazen mezi čtrnácti mítinky Diamantové ligy.